# Capi Staw

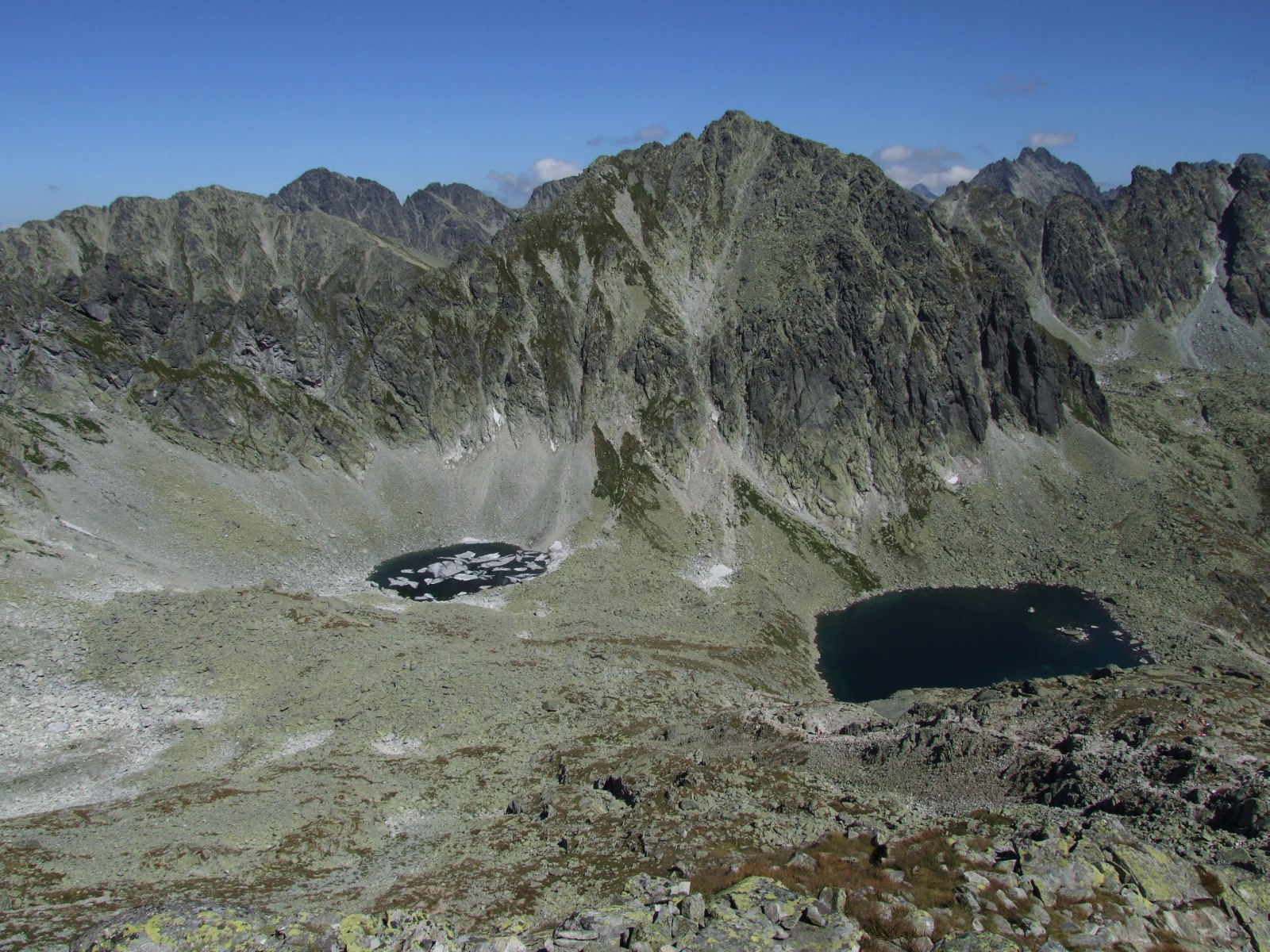
Kolisty Staw i Capi Staw (prawy)

Capi Staw (słow. Capie pleso, niem. Szentiványi-See, węg. Szentiványi-tó) – staw położony w Dolinie Młynickiej w słowackiej części Tatr Wysokich. Znajduje się w Capim Kotle, jednym z dwóch cyrków lodowcowych w najwyższym piętrze tej doliny. Wypełnia typową misę polodowcową, a jego otoczenie to surowy, polodowcowy krajobraz. Znajduje się na wysokości 2072 m n.p.m. Według pomiarów Józefa Szaflarskiego z 1993 r. miał powierzchnię 2,426 ha, głębokość ok. 16,8 m i rozmiary 224 × 152 m, według pomiarów pracowników TANAP-u z lat 1961-67 miał powierzchnię 3,054 ha, głębokość 17,5 m i rozmiary 246 × 175 m.
Jest to największy staw w Dolinie Młynickiej. Jego taflę urozmaica kilka kamiennych wysepek, przy niskim stanie wody stają się one półwyspem. Przy wschodnim skraju stawu rozpoczyna się nieznakowana droga na Szczyrbski Szczyt, natomiast przy zachodnim brzegu także nieznakowana ścieżka na Hruby Wierch. Na oba te szczyty można wejść jedynie z przewodnikiem.
Capi Staw znajduje się powyżej zawalonego morenowymi skałami progu. W rejonie tego progu 25 czerwca 1979 miała miejsce najtragiczniejsza z wszystkich dotychczasowych akcji ratowniczych w Tatrach katastrofa: spadł na ziemię i eksplodował helikopter z siedmioma ratownikami, którzy lecieli nim na pomoc lekko rannej turystce niemieckiej. Zginęło pięciu ratowników i dwóch członków załogi. Przeżył drugi pilot i ratownik HZS Ladislav Janiga, który po długiej rehabilitacji powrócił do pracy ratownika.
Polska i słowacka nazwa stawu wywodzi się od słowa cap (samiec kozy), natomiast niemiecka i węgierska upamiętniają Józsefa Szentiványiego, właściciela Doliny Młynickiej.

## Szlaki turystyczne
Czasy przejścia podane na podstawie mapy.
  – żółty szlak ze Szczyrbskiego Jeziora przechodzi obok stawu i dalej na Bystrą Ławkę, położoną nieco na południe od przełęczy Bystry Przechód (dawniej szlak wiódł prosto przez tę przełęcz), stamtąd dalej do Doliny Furkotnej. Przejście szlakiem przez przełęcz jest dozwolone w obie strony, jednak zalecany jest kierunek z Doliny Młynickiej do Furkotnej w celu uniknięcia zatorów na łańcuchach.
- Czas przejścia ze Szczyrbskiego Jeziora do Capiego Stawu: 2:30 h, ↓ 2 h
- Czas przejścia od Capiego Stawu na Bystrą Ławkę: 0:40 h, ↓ 0:30 h